# 鄂圖曼軍樂隊

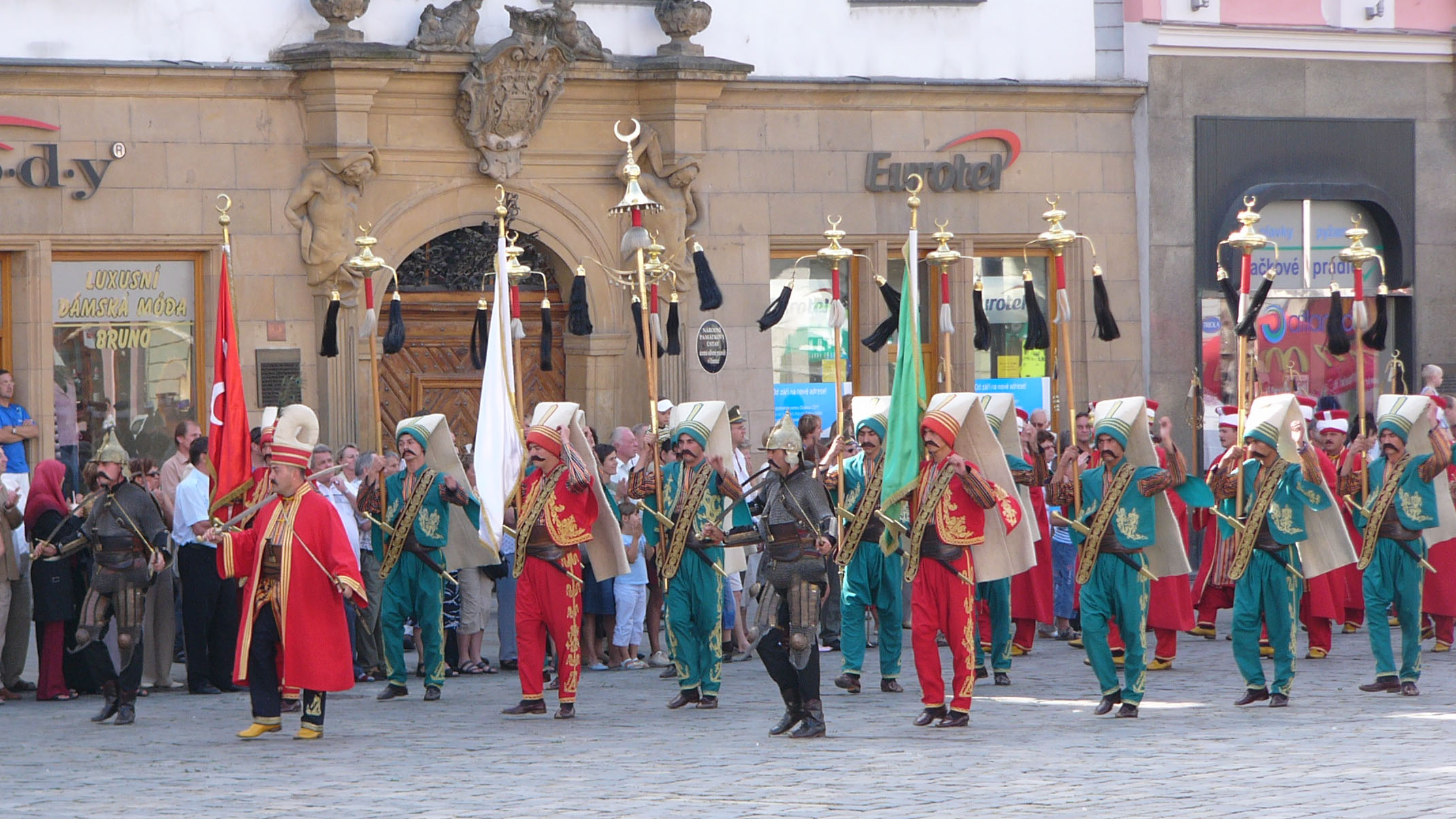
現代的鄂圖曼軍樂隊

鄂圖曼軍樂隊（土耳其語：／鄂圖曼土耳其語：‎）是在鄂圖曼帝國演出的傳統軍樂隊，在現代土耳其仍有在演出，因而又稱土耳其軍樂隊。演奏Meftel的軍樂隊則叫做Mehterhane。在西歐，該樂隊的音樂也常被稱為禁衛軍樂隊，因為禁衛軍是樂隊的核心。

## 名稱
準確地說，鄂圖曼土耳其語單詞mehter是波斯語單詞maphthal/مهتر的派生詞，它代表軍樂隊的個人成員。軍樂隊通常由大量的人表演，因此由於多人的存在而出現了mehterân（源自波斯語複數Maftalanمهتران），而mehterhane（源自波斯語مهترخانه，代表「馬弗塔爾之家」和「馬弗塔爾集會」）通常則為大臣或王子的侍從。

## 歷史

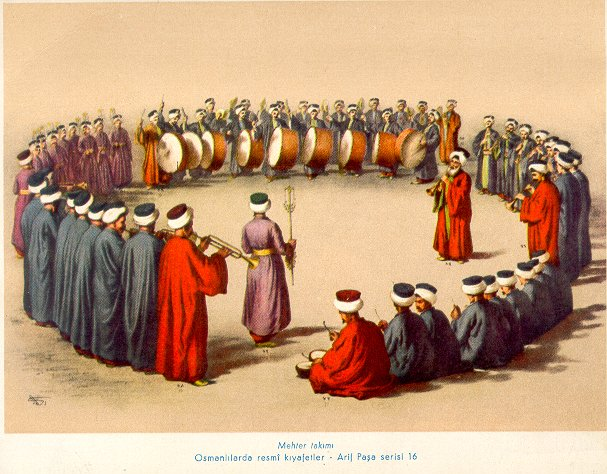
鄂圖曼軍樂隊群

人們相信，在 8 世紀的鄂爾渾碑銘中可能已經提到了這些個別樂器演奏之演奏家。然而，直到 13 世紀才明確提到像Mehter這樣的軍樂隊。據信，第一個「mehter」是由塞爾柱蘇丹凱庫巴德三世作為禮物，連同一封向新成立的國家致敬的信件送給奧斯曼一世。從那時起，每天下午祈禱後，「mehter」便會為鄂圖曼統治者演奏。軍樂隊的概念，例如今天仍在使用的軍樂隊，是從16世紀開始從鄂圖曼帝國得來的。與mehterân相關的聲音也對歐洲古典音樂產生了影響，與約瑟夫·海頓、沃夫岡·阿瑪迪斯·莫札特和路德維希·范·貝多芬等作曲家一起創作的作品都受mehter音樂的啟發或旨在模仿mehter的音樂。
1826 年，在蘇丹馬哈茂德二世廢除了組成樂隊核心的禁衛軍之後，mehters的音樂開始不受歡迎。此後，在19世紀中後期，該流派隨著鄂圖曼帝國的衰落而落沒。1911年，當帝國逐漸走向崩潰時，伊斯坦堡軍事博物館的館長試圖成功地複興這一傳統，到了1953年──為了慶祝君士坦丁堡被蘇丹穆罕默德二世軍隊攻陷500週年──他作為了土耳其武裝部隊的一個樂隊，而這一傳統也隨之完全恢復。
今天，mehter的音樂在很大程度上是儀式性的，被許多土耳其人視為英雄主義的激動人心的例子和土耳其過去的歷史提醒。儘管他們演奏的大部分作品都是較新的作品。
今天，武裝部隊梅赫特部隊 (Mehter Bölüğü) 是土耳其武裝部隊的傳統樂隊，定期在伊斯坦堡的軍事博物館 (Askeri Müze) 以及某些國家慶典期間演出。屆時，還有伊斯坦堡文化部歷史音樂合奏團共同演出。

## 人員構成
不同種類的樂隊根據使用的樂器和音樂家的數量進行分類：六層(altı katlı)、七層(yedi katlı)與九層 (dokuz katlı)。
在19世紀初，維齊爾的個人樂隊包括鼓、笛子和長笛各九支、七支小號和四支鈸（加上可選的定音鼓）。
Mehterân所穿的服裝儘管在顏色和款式上有很大差異，但總是色彩豐富，通常包括頂部有喇叭形的高肋帽和用彩色絲綢包裹的長袍。樂隊指揮、指揮、組長均身著紅色長袍。 同時，還會出現了一些穿著當代製服並攜帶當代武器和旗幟的彩色衛兵。

### 禮儀成員

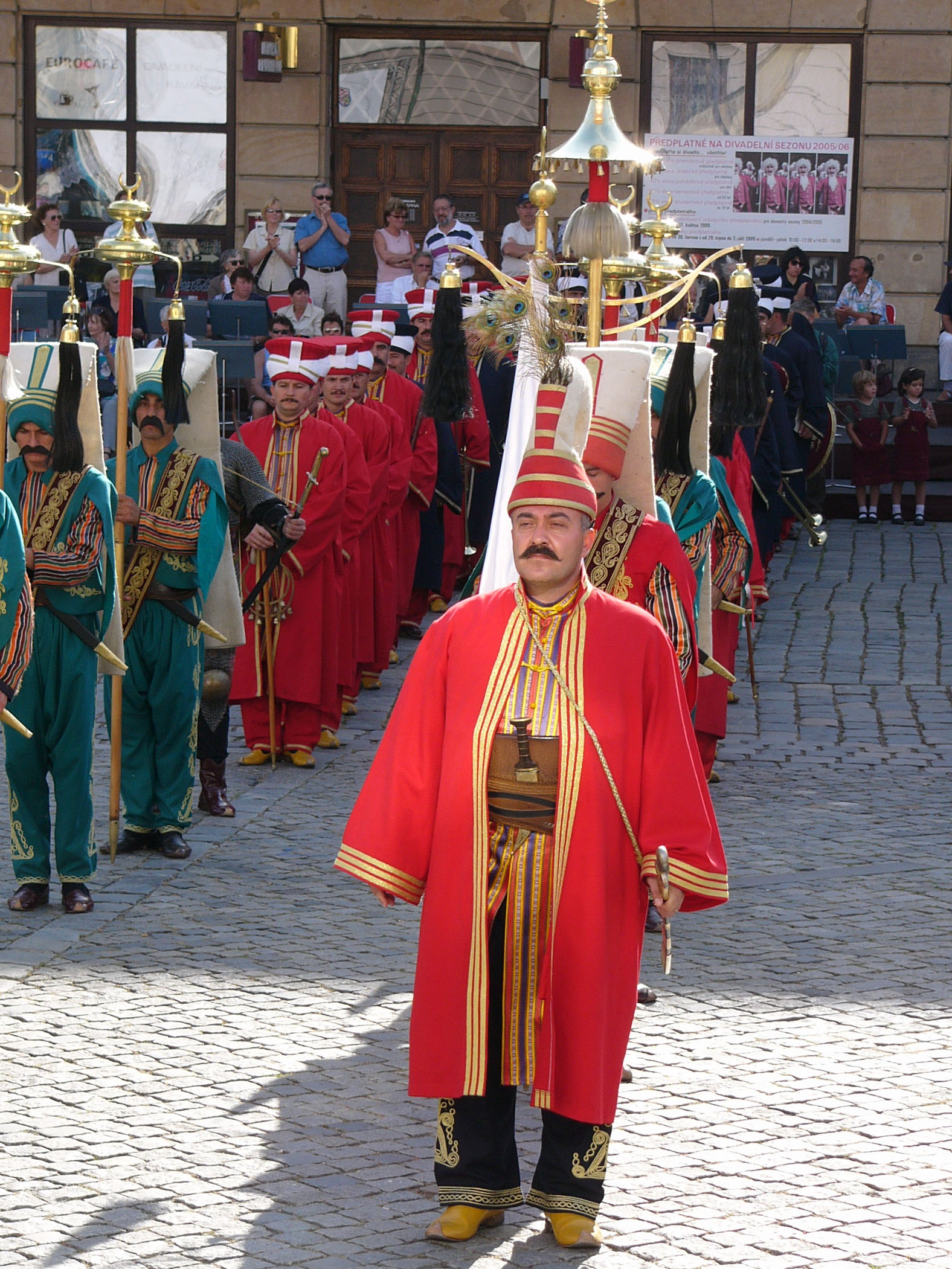
çorbacıbaşı為mehter樂隊的領袖，以馬尾作為其等級標誌
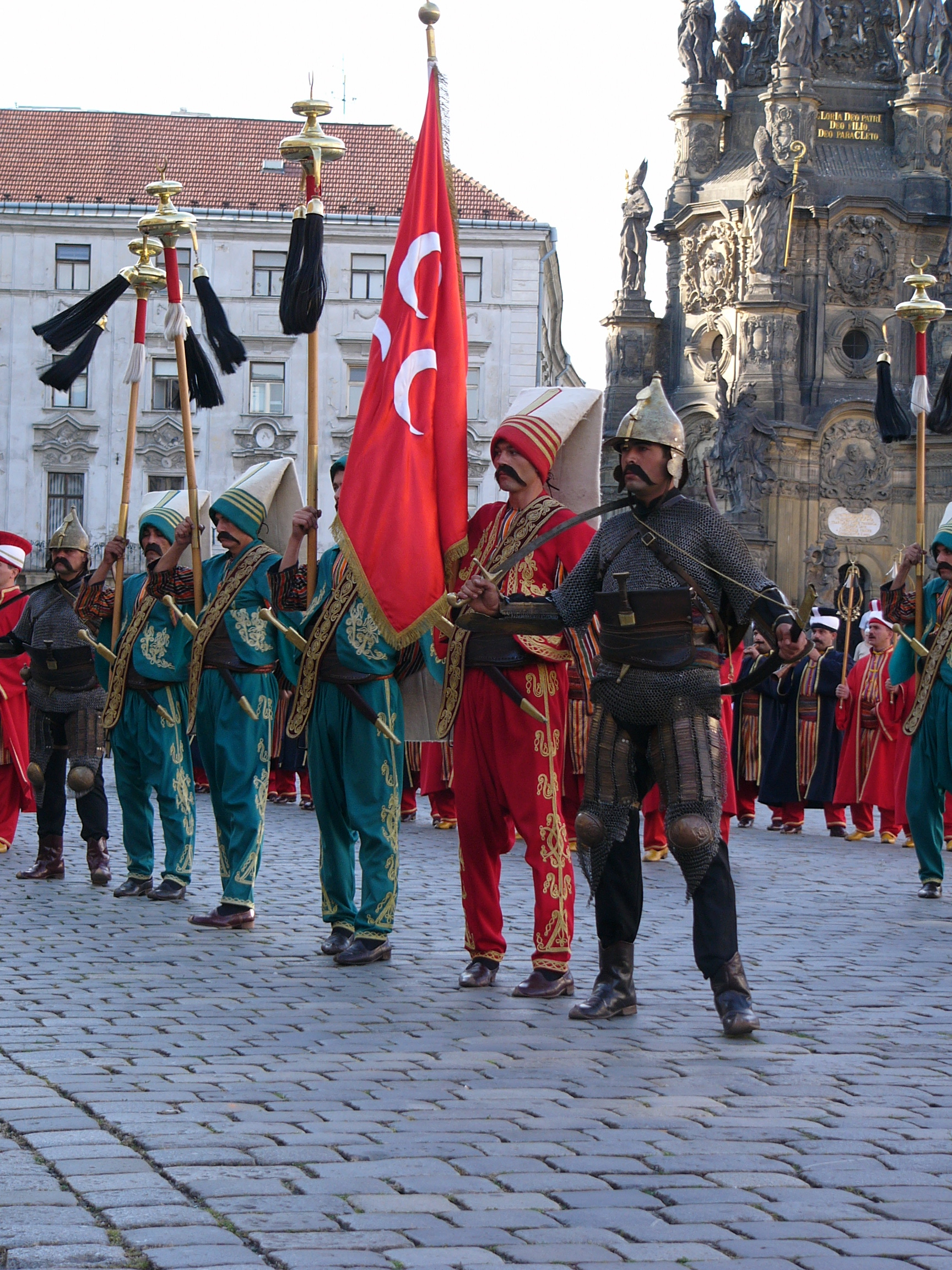
旗幟和旗手

### 鼓樂隊

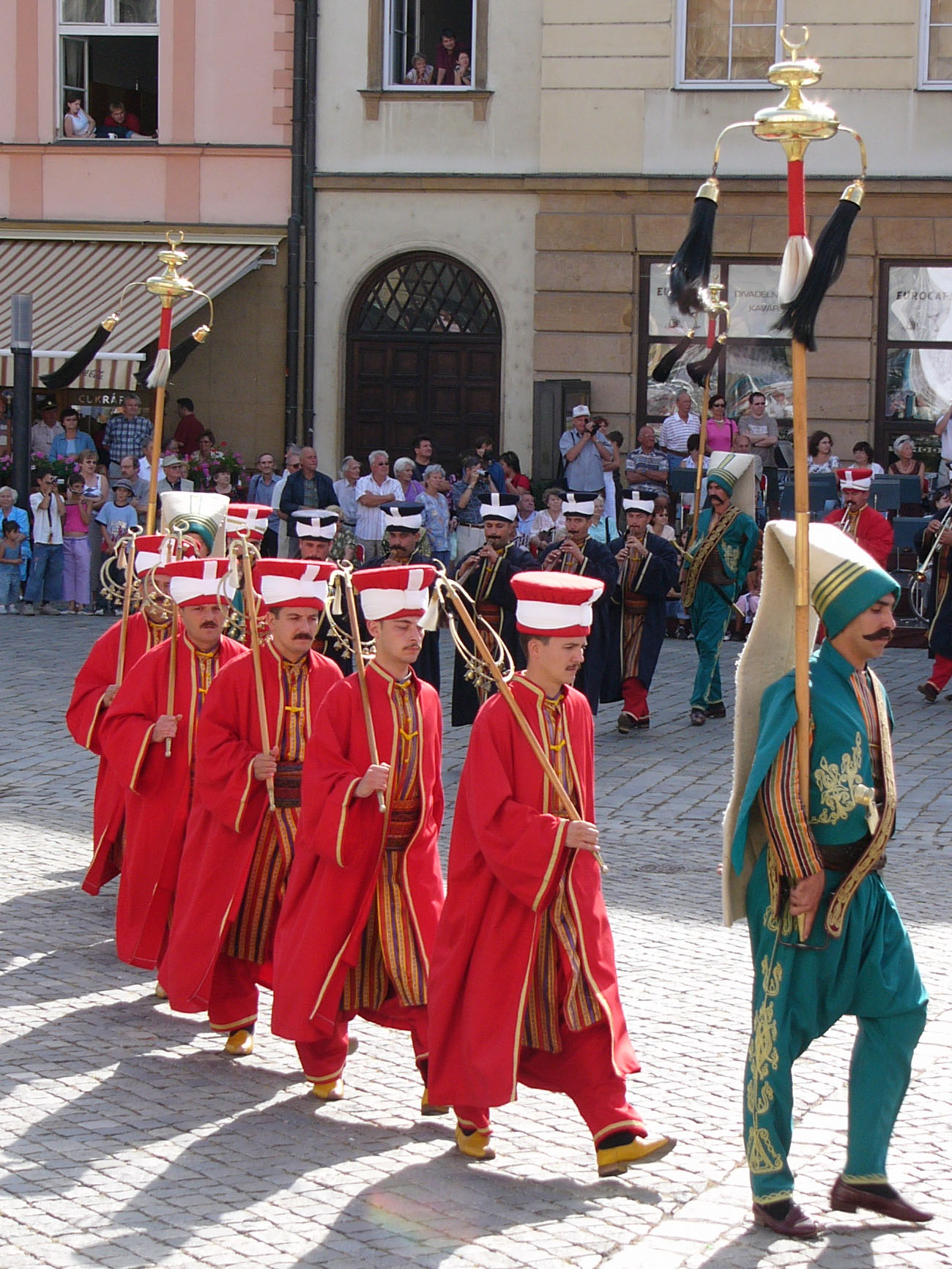
月牙鈴演奏者
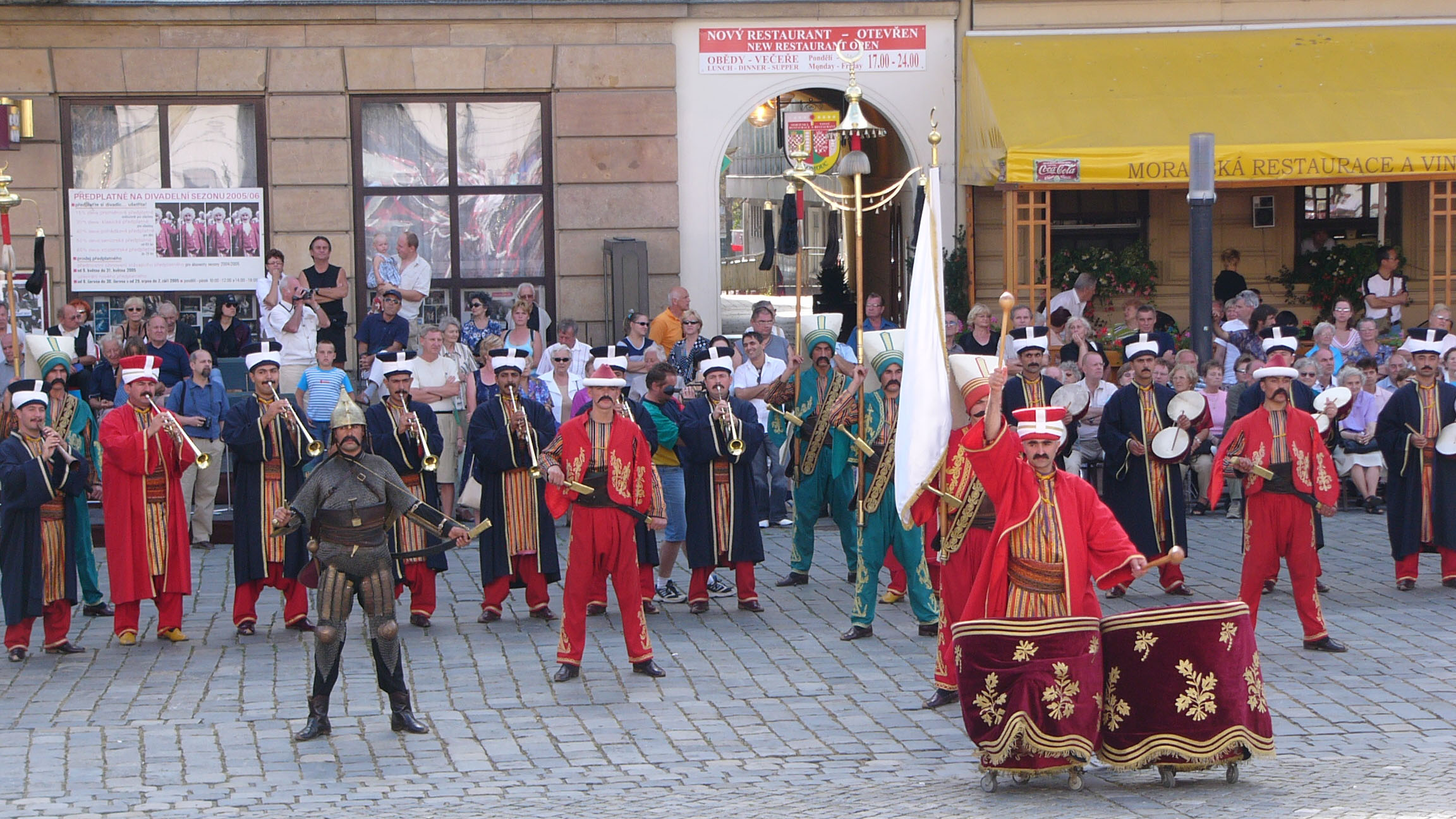
kös演奏者
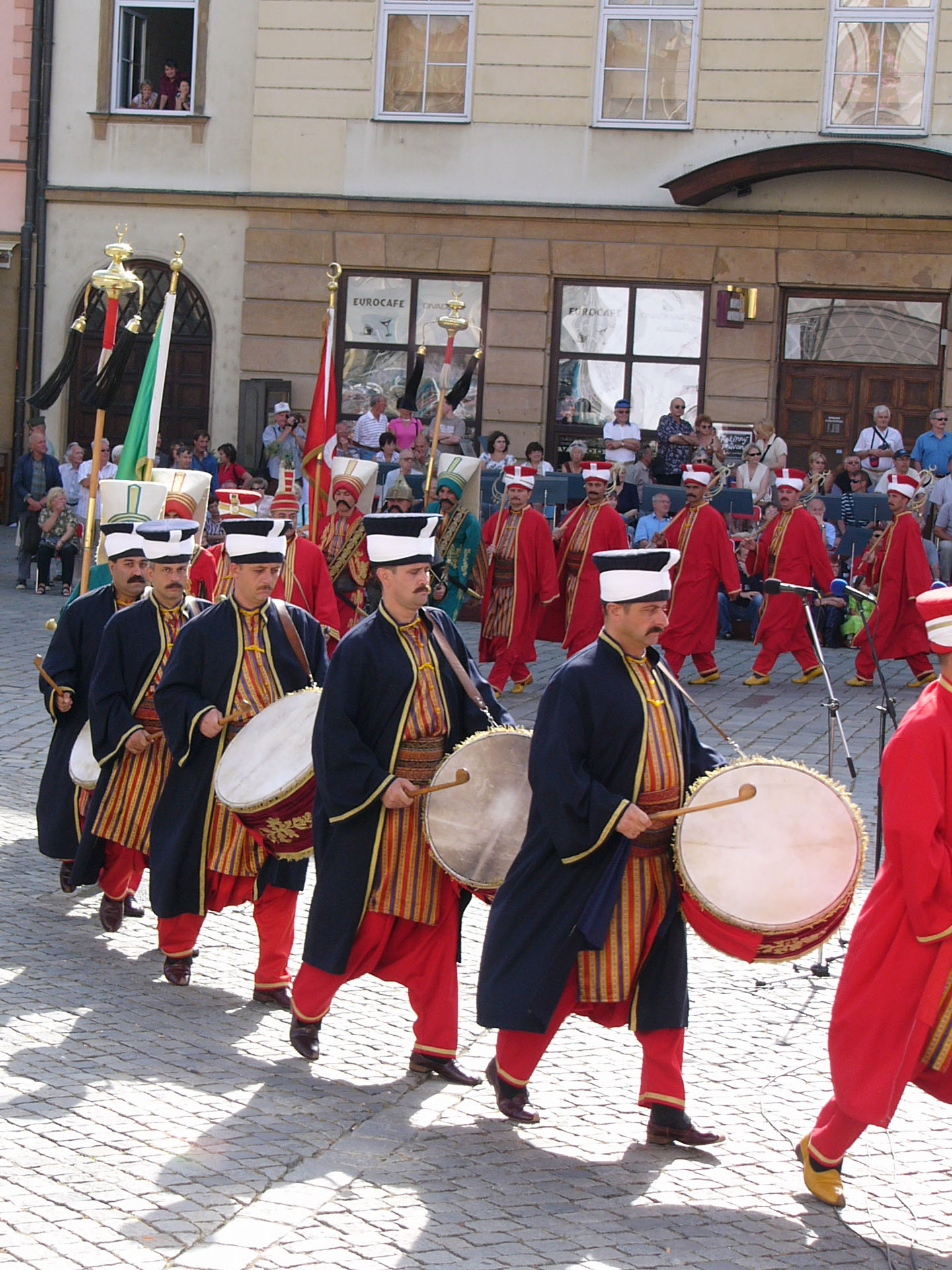
達武演奏者
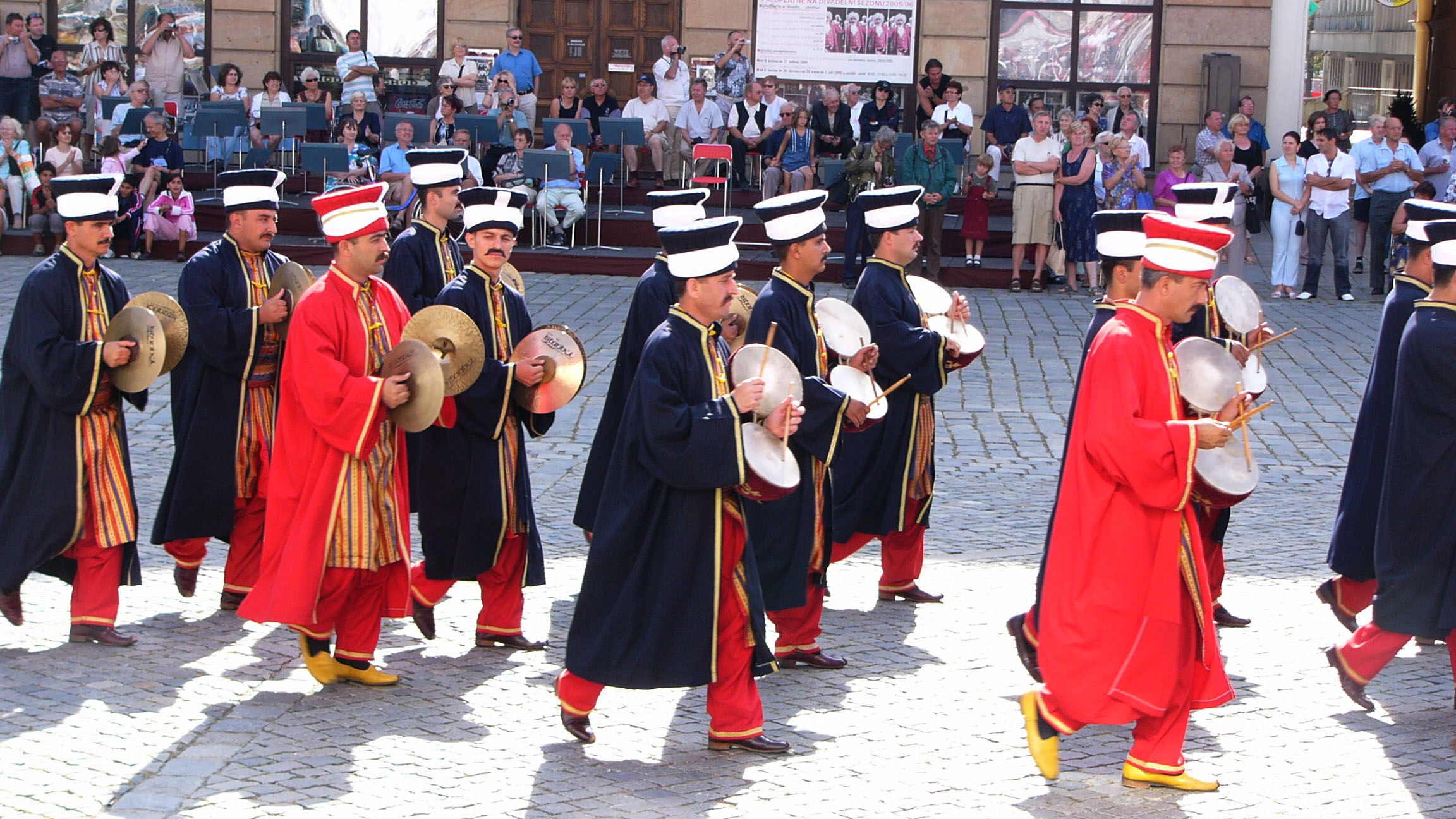
齊爾與nakkare演奏者

### 管樂隊

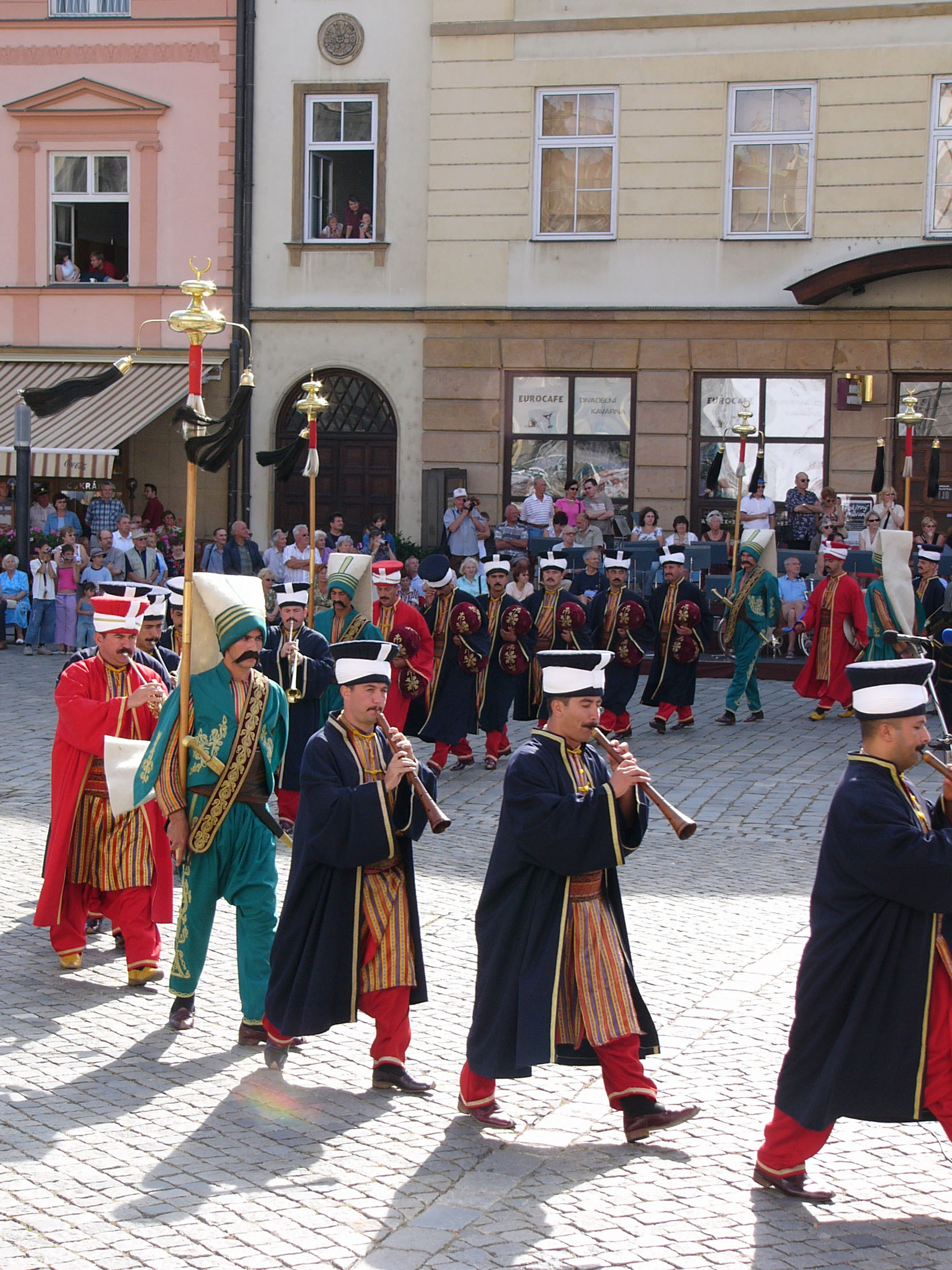
粗嗩吶演奏者
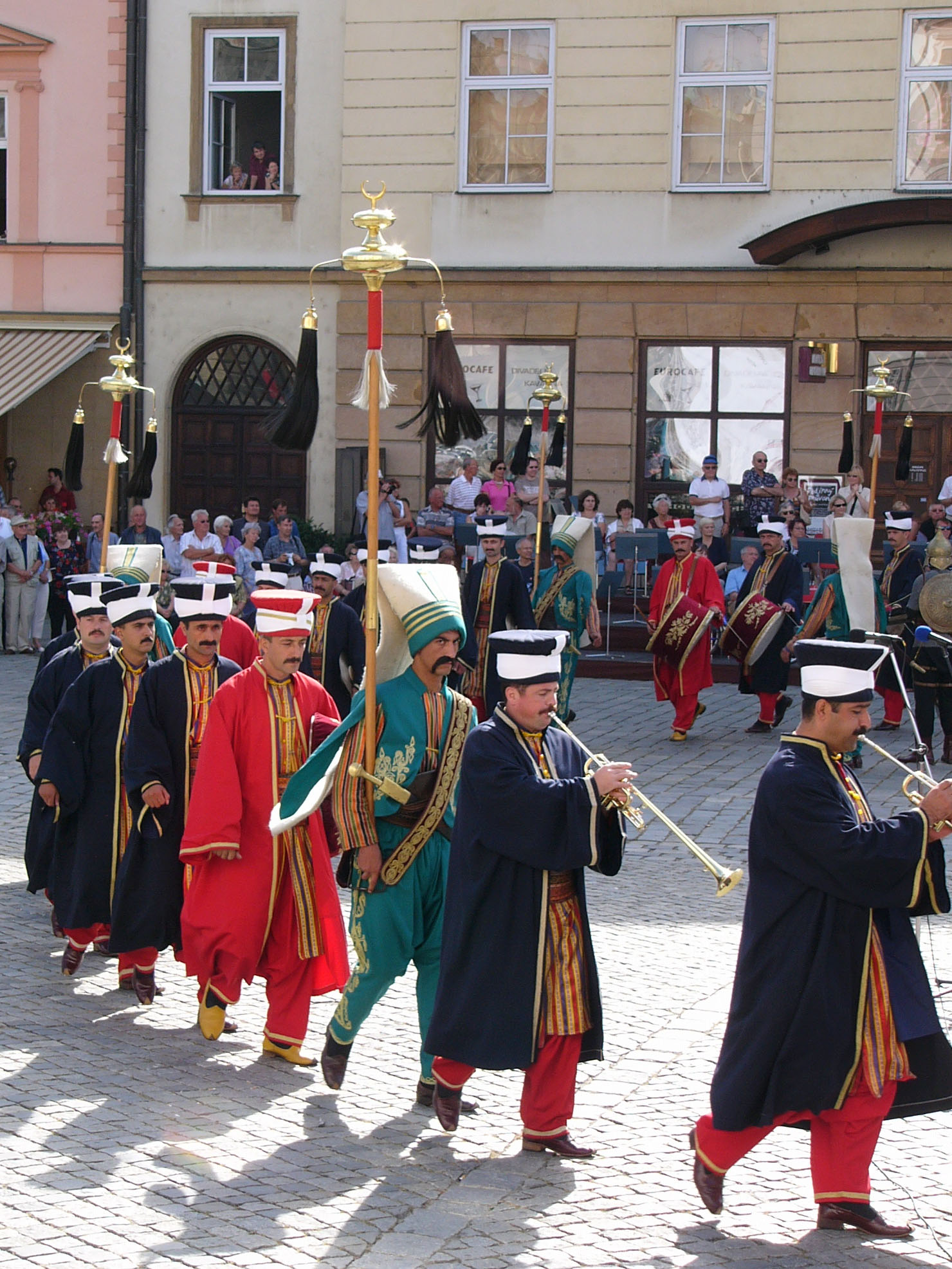
管 (西方大喇叭)演奏者

## 著名作曲者
| 16世紀           | 17世紀                                | 18世紀      |
| - Nefiri Behram  | - Zurnazen Edirneli Daği Ahmed Çelebi | - Hızır Ağa |
| - Emir-i Hac     | - Zurnazenbaşı İbrahim Ağa            |             |
| - Hasan Can      | - Müstakim Ağa                        |             |
| - Gazi Giray II. | - Hammali                             |             |

## 著名曲子
木卡姆就像一個音階，而烏蘇爾就像一個節奏模式。本條目僅列出一曲：

### 《Ceddin deden》
儘管zahoora樂隊演奏了各種邊疆進行曲，但Ceddin Deden是最著名的軍樂之一。
歌詞
Ceddin, deden, neslin, baban (2x); （祖先與祖父，同系的父親(x2)）
Hep kahraman Türk milleti. （驍勇善戰的突厥民族）
Orduların, pek çok zaman, vermiştiler dünyaya şan (2x). （您的軍隊，淵源流長，並且名聞於天下(x2)）
(間奏)
Türk milleti!, Türk milleti! (2x); （突厥民族，突厥民族(x2)）
Aşk ile sev milliyeti, （忠貞愛國的偉大民族）
Kahret vatan düşmanını, çeksin o mel'un zilleti (2x). （擊敗敵人，擊潰敵國，並讓他們受盡恥辱(x2)）

## 鄂圖曼軍樂隊現狀
鄂圖曼軍樂隊，也就是Mehter，至今仍然在土耳其的特殊場合作為 Mehter樂隊演奏，他是土耳其武裝部隊的一部分。該樂隊還在夏季的幾個月裡每天在伊斯坦堡軍校演出。在冬季時則在室內音樂會上演出。他最大的活動是在每年的5月29日，慶祝1453年5月29日的征服君士坦丁堡之大捷。
當地樂團在節日音樂會上演出，甚至在土耳其各地的社區慶祝活動中演出。
Mehter樂隊還作為土耳其音樂傳統大使，受邀去參加全球各地的活動。例如該部隊在2017年巴基斯坦日大遊行期間演奏了「巴基斯坦萬萬歲（Jeeway Jeeway Pakistan）」。

## 外部連結
- The Ministry of Culture Istanbul Historical Music Ensemble
- Ottoman military band and Europe
- TheOttomans.org: entry on the Mehterhane （页面存档备份，存于）
- Mehter marşlari (sound recording), Istanbul: Sera, 2001?, OCLC 50813631
- Musics of Ottoman Military Band Turkish Facebook Page
- 60 Pictures of band at Military Museum Istanbul （页面存档备份，存于）
- Cedden deden(祖先與祖父) （页面存档备份，存于）